# Paul Pena
Paul Jerrod Pena (Hyannis (Massachusetts), 26 januari 1950 – San Francisco, 1 oktober 2005) was een uit Kaapverdië afkomstige Amerikaanse rockgitarist en singer-songwriter. Zijn muziek uit de eerste helft van zijn carrière raakte aan deltablues, jazz, morna, flamenco, folk en rock-'n-roll. Pena is waarschijnlijk het meest bekend door het schrijven van het nummer Jet Airliner, een grote hit uit 1977 voor de Steve Miller Band en een hoofdbestanddeel van de classic rock radio en door het verschijnen in de documentaire film Genghis Blues uit 1999, waarin hij zijn capaciteiten op het gebied van tuvan keelzang liet zien.

## Biografie
Pena is geboren in Hyannis, Massachusetts. Zijn grootouders waren afkomstig van de eilanden Brava en Fogo op de Kaapverdische eilanden voor de westkust van Afrika en emigreerden in 1919 naar de Verenigde Staten. Pena sprak Kaapverdiaans Creools met zijn familie toen hij opgroeide. Zijn grootvader Francisco Pena en zijn vader Joaquim 'Jack' Pena waren beiden professionele muzikanten en leerden Paul om Kaapverdische muziek te spelen, waaronder Morna. Pena trad professioneel op met zijn vader, waaronder tijdens een zomer in Spanje en Portugal, waar hij flamencomuziek studeerde.
Pena werd geboren met aangeboren glaucoom. Hij bezocht vanaf 5-jarige leeftijd de Perkins School voor Blinden in Watertown (Massachusetts) en studeerde af in 1967. Daarna ging hij naar de Clark University in Worcester (Massachusetts). Pena was volledig blind tegen de tijd dat hij 20 was.
In februari 1969 speelde Pena's band een week lang in The Electric Factory in Philadelphia (Pennsylvania) en opende twee keer voor zowel Frank Zappa als The Mothers of Invention en The Grateful Dead. Pena trad datzelfde jaar op in de Contemporary Composer's Workshop op het Newport Folk Festival. Hij speelde in het begin van de jaren 1970 ook in de T-Bone Walker Blues Band en had een optreden op het Montreux Jazz Festival in 1972. Hij speelde basgitaar en zorgde voor achtergrondzang op het debuutalbum van Bonnie Raitt.
Na zijn verhuizing naar San Francisco in 1971 belde Pena het Grateful Dead office, dat hem werk bezorgde. Hij opende voor Jerry Garcia en Merl Saunders in de Keystone in Berkeley (Californië) en vele malen in andere clubs in de regio in de loop van de volgende drie jaar. 
Pena's debuutalbum was het gelijknamige Paul Pena, opgenomen met gitarist Jeff Baxter, drummer Juma Santos en voormalig Perkins klasgenoot Ellis Hall met achtergrondzang en uitgebracht door Capitol Records in 1972. Zijn vervolgalbum New Train werd in 1973 opgenomen door Bearsville Records en werd geproduceerd door Ben Sidran (toetsenist voor de Steve Miller Band). Op New Train speelden Jerry Garcia, Merl Saunders en The Persuasions. Albert Grossman, de eigenaar van Bearsville Records (en het best bekend als de manager van Bob Dylan), stopte de publicatie van de plaat na een geschil met Pena en zijn toenmalige manager Dr. Gunther Weil. Pena bleef contractueel verplicht aan Grossman en had geen mogelijkheid om voor een ander label op te nemen.
Sidran gaf een onuitgegeven exemplaar van New Train aan Steve Miller, die Jet Airliner opnam met de Steve Miller Band voor het album Book of Dreams uit 1977. Millers versie van Jet Airliner was een hitsingle en ging naar #8 in de hitlijsten. Pena's primaire bron van inkomsten in zijn latere jaren waren de auteursrechten van die single, die verhaalde over Pena's vliegreis van Boston naar Montreal om de allereerste date te spelen met T-Bone Walkers band.
Pena schortte zijn muzikale carrière tijdelijk op om te zorgen voor zijn vrouw Babe, die problemen had met haar nieren. Ze overleed in 1991.
New Train werd uiteindelijk 27 jaar na de opname uitgebracht in 2000. In 2001 dirigeerde Pena zijn laatste tournee, waarbij hij een aantal data speelde ter ondersteuning van het album. Hij opende shows voor The String Cheese Incident in maart van dat jaar en voor Bob Weirs Ratdog in april. Hij was presentator bij de 22e jaarlijkse W.C. Handy Awards in mei. Hij verscheen toen bij Late Night met Conan O'Brien op 8 juni 2001 en speelde Jet Airliner. Het nummer Gonna Move van New Train is gecoverd door een aantal artiesten, waaronder Les Dudek op zijn album Ghost Town Parade uit 1978, Susan Tedeschi op haar album Wait for Me uit 2002, de Derek Trucks Band op hun album Live at Georgia Theatre uit 2004 en door Taylor Hicks op Taylor Hicks uit 2006. De Derek Trucks Band heeft ook Pena's nummer Something to Make You Happy opgenomen op hun Grammy Award-winnende album Already Free uit 2009.
Tijdens de zoektocht naar een Koreaanse taalles op de kortegolfradio op 29 december 1984 werd Pena geïntrigeerd door een voorbeeld van tuvan keelgezang, dat hij hoorde bij een uitzending van Radio Moskou. Tegelijkertijd hoorde hij op de KPFA-radio in Berkeley, Californië, een interview met de Engelse muzikante Jill Purce, een van de pioniers van het boventoonzingen in het westen en kreeg hij haar opname. Zeven jaar later vond hij de tuvan-plaat Tuva: Voices From the Center of Asia in een plaatselijke platenzaak en luisterde er continu naar. Op basis van die plaat en uitgebreide experimenten, was hij in staat om zichzelf de vocale technieken Khoomei, Sygyt en Kargyraa aan te leren:
Na enkele maanden onafgebroken de cd te hebben gespeeld en veel van mijn vrienden te hebben verjaagd door vreemde geluiden te maken terwijl ik met mijn stem experimenteerde, leerde ik eindelijk een paar basistechnieken van deze fascinerende groep zangstijlen door me de stijlen van sommige bluesgrootheden uit het verleden te herinneren - vooral Charlie Patton, Tommy McClennan en Chester Howlin' Wolf Burnett.
Pena heeft zichzelf ook tuvan geleerd. Er waren geen vertaalwoordenboeken voor Tuvan naar het Engels, dus Pena gebruikte twee woordenboeken: Tuvan-to-Russisch en Russisch-to-Engels. Hij gebruikte een optacon om de pagina's te scannen en de gedrukte woorden om te zetten in tastbare sensaties, die hij met zijn vinger kon lezen.
Pena woonde op 6 februari 1993 een voorstelling bij van tuvan keelzang in het Asian Art Museum in San Francisco. Hij voerde een geïmproviseerd tuvan-lied uit in de kargyraa-stijl, dat indruk maakte op de beroemde tuvan keelzanger Kongar-ol Ondar. Ondar nodigde Pena uit om te zingen in het tweede internationale Khoomei Symposium in 1995 in Kyzyl, Tuva. Pena reisde naar Tuva en was de eerste westerling die deelnam aan het symposium. Hij plaatste zich als eerste in de Kargyraa-wedstrijd en won ook de categorie publieksfavoriet.
De film Genghis Blues uit 1999 documenteerde de reis van Pena naar Tuva. Het won in 1999 de publieksprijs van het Sundance Film Festival voor een documentaire. Hij werd ook genomineerd voor een Academy Award in 2000 in de categorie «Documentary Feature».

## Gezondheid en overlijden
In 1997 raakte Pena ernstig gewond, nadat zijn slaapkamer in brand was gestoken. Door rookvergiftiging lag hij vier dagen in een coma.
Pena leed aan diabetes mellitus. Hij voerde ook een lange strijd met de alvleesklierziekte en werd oorspronkelijk verkeerd gediagnosticeerd met alvleesklierkanker. Hij begon chemotherapie met behandelingen en de artsen gaven hem nog zes maanden te leven. In 2000 werd bij hem de juiste diagnose gesteld alvleesklierontsteking, een levensbedreigende ziekte.
Pena overleed in zijn appartement in San Francisco in oktober 2005 op 55-jarige leeftijd aan complicaties van diabetes en pancreatitis op 1 oktober 2005.

## Discografie

### Studioalbums
- Paul Pena, uitgebracht in 1972 door Capitol Records (heruitgebracht in mp3 formaat in 2011 en verkrijgbaar bij amazon.com en iTunes)
- New Train, recorded in 1973, uitgebracht in 2000 door Hybrid Recordings
- Deep in the Heart of Tuva: Cowboy Music From the Wild East, (verschillende artiesten) uitgebracht in 1996 door Ellipsis Arts
- Genghis Blues, eerst uitgebracht in 1996 door TuvaMuch Records, heruitgebracht met extra nummers in 2000 door Six Degrees Records

### Liveopnamen
- Fly Walker Airlines, de T-Bone Walker Blues Band, 1972 door Polydor Records. T-Bone Walker, gitaar en zang; Paul Pena, leadgitaar en zang; Hartley Severns, saxofoons en viool; Johnny Summers, basgitaar; Vinnie Johnson, drums. Live opgenomen op het Montreux Jazz Festival. 17-20 juni 1972
- Stormy Monday, uitgebracht in 1996, de T-Bone Walker Blues Band, door Delta Music. Dit is een bootleg versie van het album Fly Walker Airlines uit de radio-uitzending van het concert van 17 juni 1972 in Montreux, Zwitserland. De cd vermeldt ten onrechte een opnamedatum van 1968.
- Giant Killers, Big Bones en Paul Pena. Live opgenomen in het Freight and Salvage Coffee House in Berkeley (Californië) in februari 1991.
- Delta by the San Francisco Bay, Paul Pena, Alvin Youngblood Hart And Big Bones, 2012 door GangsterBlues.com. Live opgenomen in augustus 1991. Alleen beschikbaar in mp3 formaat.

## Filmografie
- Genghis Blues, uitgebracht in 1999 door Wadi Rum Productions